# إكوارارن (الساحل)
إكوارارن هو دُوَّار يقع بجماعة تاغزوت، إقليم الحسيمة، جهة طنجة تطوان الحسيمة في المملكة المغربية. ينتمي الدوّار لمشيخة الساحل التي تضم 5 دواوير. يقدر عدد سكانه بـ 491 نسمة حسب الإحصاء الرسمي للسكان والسكنى لسنة 2004.

## روابط خارجية
- البوابة الوطنية للجماعات الترابية
- المندوبية السامية للتخطيط